# Ganda Fadiga
 (juin 2009).
Pour les articles homonymes, voir Fadiga.
Ganda Fadiga est un griot soninké de nationalité malienne,  né en 1949 dans le village de Maréna Diombokho (région de Kayes) et mort le 19 septembre 2009 à Paris.

## Biographie
À l’âge de 14-15ans, il part faire son initiation au gambaré chez le griot Diadia Sira, qui fut aussi le maître de son père Demba Fadiga.
Le surnom qu’il s’est lui-même donné « griot internationalisé de gambaré » traduit bien la trajectoire de ce virtuose de la mélodie ; au fil des années il est devenu un chantre de la culture soninké.
Il a sillonné les quatre coins du monde avec son gambaré pour éveiller les Soninkés de la diaspora. Ganda lui-même se désigne comme un Soninké avant d’être Malien. Il a vecu une enfance heureuse avec son ami Sekou Diakite.
Ganda Fadiga aborde plusieurs thèmes dans ses productions axés sur la bravoure le courage et l’humilité. Dans les  cassettes personnalisées qu’il distribue à des particuliers, il narre les hiissas (légendes) de plusieurs personnages historiques, comme l’histoire de Karounga Biranté Diawara dit Karounga Ceddo, l’homme qui a été trahi par sa femme, en passant par Ciré Bassa, l’homme qui donna son bien le plus précieux à savoir son âme à un griot après avoir ligoté 40 rois, Bakary Makha ou Galadio Hamady Hampaté.
À partir des années 90, Ganda opte pour une ouverture à d’autres instruments modernes tels que la guitare acoustique ou la guitare basse. Ce changement se fait au grand dam des puristes qui ont une préférence pour ses anciennes chansons où il étalait toute la panoplie des mélodies (poyi, segelaaré, molaaré, njaru kaaro, etc.).
Bibliographie
il a produit plusieurs disques parmi lesquels le plus emblématique fut n'djarou

## Hommages
Une place du 18e arrondissement de Paris porte le nom place Ganda-Fadiga depuis juin 2025.